# Simeón Ola
Simeón Ola y Arboleda (2 de septiembre de 1865–14 de febrero de 1952) fue un héroe de la Revolución filipina y el último general que se entregó a las fuerzas estadounidenses durante la Guerra Filipino-Estadounidense.

## Revolución filipina
Simeon Ola nació en Guinobatan en Albay, hijo de Vicente Ola y Apolonia Arboleda. Estaba estudiando filosofía cuando abandonó los estudios para unirse a la Katipunan en 1896. Después de la revolución contra España, continuó la lucha contra los estadounidenses.

## Guerra Filipino-Estadounidense
Ya que las fuerzas estadounidenses no podían parar los ataques de Ola (el propio general Taft comentaba que los soldados de Ola eran los más difíciles con que los que se había tenido que enfrentar), terminaron recurriendo a establecer campos de concentración en toda Bícol, como los que habían ido instalando en todo el país. En noviembre de 1902 el general Jesse Garwood visitó a Ola, pidiendo que se entregase. Ola se negó y continuó atacando a las fuerzas estadounidenses hasta su captura el 5 de septiembre de 1903. El 25 de septiembre del mismo año, Ola y sus soldados se entregaron. Inicialmente el general Ola fue sentenciado a 30 años de prisión, aunque fue perdonado el siguiente año.

## Vida política y posterior
Era tal su popularidad que, ya libre, se presentó como candidato para la alcaldía de Guinobatan y ganó, convirtiéndose en el primer alcalde electo del municipio. Murió el 14 de febrero de 1952, casi seis años después de que los estadounidenses reconocieron la independencia de las Filipinas. El 25 de septiembre de 2004 sus restos mortales se enterraron en el Simeón A. Ola Shrine en el Parque Ola en Guinobatan. Una estatua del general se yergue en el Parque de la Herencia de Bícol en Legazpi.